# Chilaspis
Chilaspis is een geslacht van vliesvleugelige insecten van de familie Echte galwespen (Cynipidae).

## Soorten
- C. israeli (Sternlicht, 1968)
- C. nitida (Giraud, 1859)

Mogelijke naam uit een proefschrift, technisch niet beschikbaar voor nomenclatuur
- C. trinacriae Cerasa 2015

Else see Dryocosmus mayri Mülliner, 1901 voor
C. mayri (Müllner, 1901)